# バルトロメ・ロマン
バルトロメ・ロマン（Bartolomé Román、1587年ころ生まれ、1647年か1659年の間に没）は、スペインの画家である。マドリードなどで働き、一連の「大天使」を描いた絵画作品で知られている。

## 略歴
現在のスペイン、コルドバ県のモントロ(Montoro)で生まれたが、生まれてすぐにマドリードに移ったとされる。イタリア生まれの画家、ヴィンチェンツォ・カルドゥッチ（1576/1578-1638）から絵を学んだと推定されている。18世紀初めスペインの芸術家の伝記集を出版したアントニオ・パロミーノは、1614年にプラド宮殿で働く契約の書類があったことを伝えていて、その時点では独立して仕事をしていたと考えられている。バルトロメ・ロマンの作品にはカルドゥッチの影響が見られている。
1623年ころからマドリードの宮廷画家になったディエゴ・ベラスケス（1599-1660）のスタイルからも影響が見られるとされる。1629年ころから多くの作品を描いた記録が残されている。マドリードのいろいろな修道院のほために仕事をした。
バルトロメ・ロマンの一連の「大天使」を描いた絵画作品はアントウェルペンの版画家、出版者のピーテル・デ・ヨーデ（Pieter de Jode I:1570-1634）やヒエロニムス・ウィーリクス（Hieronymus Wierix: 1553- 1619）が出版した版画などから、着想を得て描かれたものであるとされ、非常に人気のある作品になり、複製画は新大陸にも輸出された。
1647年5月に書いた遺言書が残されていて、その頃には苦しい生活を送っていたと考えられている。マドリードで亡くなった。
弟子にはフアン・カレーニョ・デ・ミランダ（1614-1684）がいる。

## 作品

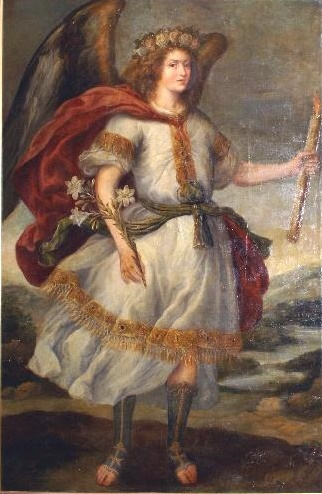
大天使ガブリエル グアダラハラ美術館
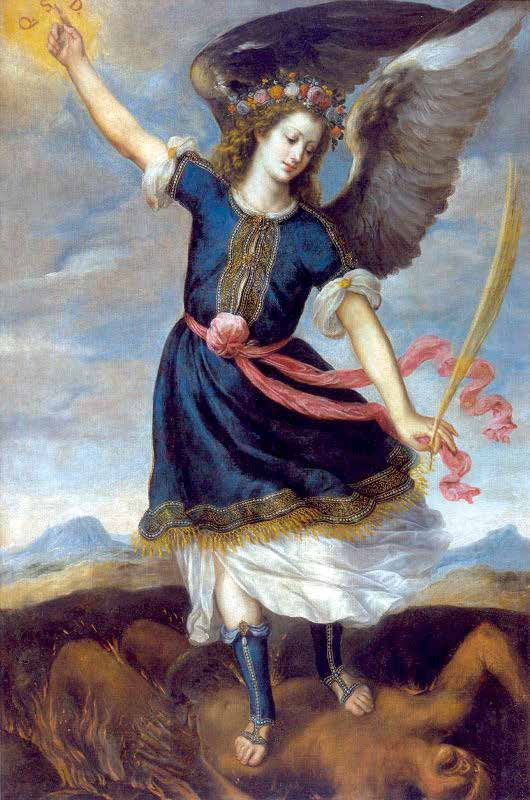
大天使ミカエル Monasterio de las Descalzas Reales
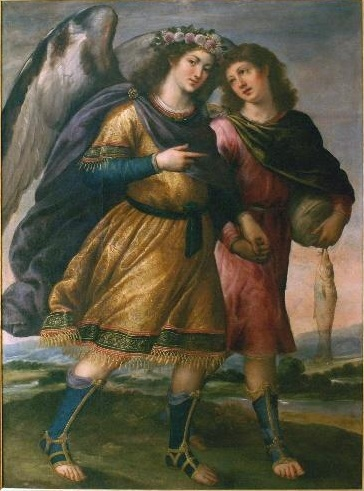
大天使ラファエルとトビアス グアダラハラ美術館
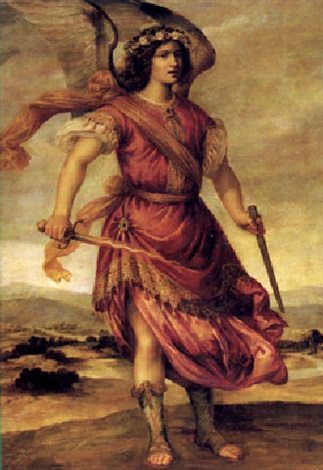
大天使ウリエル